# Unterrichtseinheit
Der Begriff Unterrichtseinheit  ist eine gedankliche Einheit des Unterrichtens, die entweder mehrere Schulstunden (Unterrichtsstunden) umfasst, in denen ein durch das Curriculum vorgegebenes Themengebiet behandelt wird, respektive behandelt werden soll, oder aber sie umfasst eine kleinste in Anspruch nehmbare Zeitspanne des Unterrichtens. 
In der Schweiz wird mit Unterrichtseinheit eine Unterrichtsstundengruppe desselben Schulfaches bezeichnet.

## Stoffgebiete abdeckende Unterrichtseinheiten
Wird im Rahmen eines Curriculums durch eine Lehrperson ein vorgegebenes Themengebiet durchgearbeitet, so handelt es sich also primär um eine Unterrichtseinheit zur Abdeckung eines Stoffgebiets und erst sekundär um eine Unterrichtseinheit zur Abdeckung einer Zeitspanne, da die Unterrichtseinheit in solchem Falle durch den Umfang der Themen bedingt wird.
Beispiel:

Im Rahmen des Geometrieunterrichts in der Mathematik könnte eine Lehrperson zum Stoffgebiet „Kreis“ eine Unterrichtseinheit ansetzen und durchführen, die u. a. Themen wie etwa „Kreisfläche“, „Kreisbogen“, „Kreisumfang“ sowie die „transzendente Zahl Pi“ abdeckt.

## Zeitspannen abdeckende Unterrichtseinheiten
An Volkshochschulen und anderen Bildungsträgern in Deutschland ist der Begriff „Unterrichtseinheit“ definiert als die kleinste Zeitspanne, die ein(e) Teilnehmer(in) oder eine Teilnehmer(innen)gruppe eine zu entlohnende Dienstleistung an der Volkshochschule in Anspruch nehmen kann. In der Regel umfasst sie 45 Minuten. Der Begriff wird bei den meisten Bildungsträgern verwendet, da durch die starke Verbreitung der Volkshochschulen in Deutschland der Terminus vielen potenziellen Teilnehmern geläufig ist.